# Municipio de Cauthron (condado de Logan)
El municipio de Cauthron (en inglés: Cauthron Township) es un municipio ubicado en el condado de Logan en el estado estadounidense de Arkansas. En el año 2010 tenía una población de 365 habitantes y una densidad poblacional de 3,61 personas por km².

## Geografía
El municipio de Cauthron se encuentra ubicado en las coordenadas 35°4′39″N 93°58′3″O / 35.07750, -93.96750. Según la Oficina del Censo de los Estados Unidos, el municipio tiene una superficie total de 101.07 km², de la cual 100,15 km² corresponden a tierra firme y (0,9 %) 0,91 km² es agua.

## Demografía
Según el censo de 2010, había 365 personas residiendo en el municipio de Cauthron. La densidad de población era de 3,61 hab./km². De los 365 habitantes, el municipio de Cauthron estaba compuesto por el 94,79 % blancos, el 1,37 % eran amerindios, el 0,55 % eran asiáticos, el 1,1 % eran de otras razas y el 2,19 % eran de una mezcla de razas. Del total de la población el 3,56 % eran hispanos o latinos de cualquier raza.